# Toxicocalamus holopelturus
Espèce
Toxicocalamus holopelturus est une espèce de serpents de la famille des Elapidae.

## Répartition
Cette espèce est endémique de la province de Milne Bay en Papouasie-Nouvelle-Guinée. Elle se rencontre sur Rossel dans l'archipel des Louisiades.

## Publication originale
- McDowell, 1969 : Toxicocalamus, a New Guinea genus of snakes of the family Elapidae. Journal of Zoology, London, vol. 159, p. 443-511.